# Claro (Argentina)
Claro (anteriormente conocida como CTI Móvil hasta marzo de 2008) es la marca con la que opera en Argentina la compañía de telecomunicaciones AMX Argentina S.A. que es, a su vez, propiedad de la empresa mexicana América Móvil. La nueva marca reemplazó en 2008 a la anterior CTI Móvil.
En agosto de 2010 Claro se fusiona con los servicios fijos y de banda ancha de Telmex Argentina.
Desde 2015 ofrece servicio 4G con tecnología LTE en las principales ciudades del país, producto de una inversión de 300 millones de dólares en 5 años.
Desde 2019 ofrece TV paga como parte de su paquete "Triple Play" a sus abonados de fibra óptica al hogar con tecnología GPON.

## Historia
Lo que hoy es Claro Argentina comenzó llamándose CTI Móvil en 1994 bajo el nombre de Compañía de Teléfonos del Interior S.A., tras haber resultado adjudicataria de la licitación internacional convocada por el gobierno argentino para el Área I correspondiente al Norte y Área II al Sur. En 1999, la compañía extendió su servicio inalámbrico en la región del AMBA (Capital Federal y Gran Buenos Aires), donde comenzó a brindar servicios PCS. Durante ese año, también habilitó el servicio de larga distancia nacional e internacional desde telefonía fija y cambió su nombre por Compañía de Telefonía Integral S.A.
En este período (antes de 2003 y de la compra de América Móvil, bajo la marca CTI Móvil), la compañía brindaba el servicio de telefonía móvil bajo el estándar CDMA. 
En el mes de diciembre de 2003, CTI Móvil lanzó el servicio de telefonía móvil con tecnología GSM. 
En julio de 2007, la empresa cambió el nombre de su razón social a AMX Argentina S.A. En noviembre de 2007 lanzó su tecnología 3G en Buenos Aires, Costa Atlántica Argentina, Rosario y Córdoba. En enero de 2008 la cobertura 3G llegó a las provincias de Tucumán y Mendoza. Se extendió a Posadas, Santa Fe, La Plata, Paraná, Río Cuarto, Resistencia, Bahía Blanca, Gran La Plata, San Luis, Neuquén, Bariloche, Santa Rosa, Formosa, Salta, Santiago del Estero, San Miguel de Tucumán, Comodoro Rivadavia, Río Gallegos, Ushuaia, San Juan, La Rioja, San Fernando del Valle de Catamarca y Concordia, completando progresivamente la cobertura al resto del país.
Durante el año 2010 la empresa completó su red troncal nacional de fibra óptica lo que le permite cursar llamadas y tráfico en todo el país con su propia red.
En el mes de noviembre de 2011, Claro anunció el lanzamiento para Argentina del estándar HSPA+, denominándolo comercialmente como «4G», con velocidades máximas de hasta 5 Mbps. La red HSPA+ cuenta con cobertura en todos los lugares donde la red 3G ya existía, debido a que no se requiere infraestructura nueva. Solo es necesaria una actualización en el sistema.
Claro Argentina es subsidiaria de América Móvil, S.A.B. de C.V., empresa mexicana con operaciones en 18 países del continente americano. La marca Claro tiene presencia en Argentina, Brasil, Chile, Colombia, Costa Rica, República Dominicana, Ecuador, El Salvador, Guatemala, Honduras, Nicaragua, Panamá, Paraguay, Perú, Puerto Rico y Uruguay.

## Cuota de mercado
América Móvil en Argentina operando bajo la marca Claro contaba con una base total de más de 14,6 millones de clientes al mes de diciembre de 2007. En agosto de 2012, la base de suscriptores móviles de Claro en Argentina era de 20 millones de usuarios, teniendo la mayor parte del mercado.

## Incidentes y polémicas
El 16 de diciembre del 2014, millones de usuarios de Claro sufrieron interrupciones en el servicio a lo largo de todo el día al no tener señal en sus teléfonos. Como consecuencia de estos problemas, el fiscal Marijuan denunció penalmente a la empresa por "interrupción de las comunicaciones".